# Запсілля (Полтавський район)
Запсі́лля — село в Україні,  у Решетилівській міській громаді Полтавського району Полтавської області. Населення станом на 2001 рік становило 146 осіб. До 2020 орган місцевого самоврядування — Остап'ївська сільська рада.

## Географія
Село Запсілля знаходиться на лівому березі річки Псел, на протилежному березі розташоване село Остап'є. До села примикає озеро Річище, на протилежному березі якого розташоване село Уханівка.
Віддаль до селища Велика Багачка — 35 км. Найближча залізнична станція Сагайдак — за 32 км.

## Історія
Село Запсілля виникло в першій половині XVIII ст. і входило до Остапівської сотні Миргородського полку.
У 1759 році на кошти запорізького отамана Василя Сича у селі була споруджена дерев’яна Миколаївська церква. У 1837 році було добудовано західній, північний і південний притвори, ризницю і паламарню, план храму став хрещатим. Серед давніх ікон виділявся образ св. Миколая із написом «сія икона сооружена запорожским козаком кошевым атаманом Власом Забрехою, в 1700 году». На одному із напрестольних хрестів напис: «сооружен крест сей за покойного Василія Сича». У 1907 було збудовано нову церкву.
У 1885 році колишнє державне і власницьке село при річці Псел мало 132 двори і 660 жителів, православну церкву, 1 водяний і 8 вітряних млинів.
За переписом 1900 року село Запсілля Остапівської волості Хорольського повіту Полтавської губернії належало до Остапівської козацької громади і налічувало 168 дворів, 692 жителя.
У 1912 році в селі було 1017 жителів, діяла Миколаївська церква.
У січні 1918 року в селі було розпочалась радянська окупація.
У 1932–1933 роках внаслідок Голодомору, проведеного радянським урядом, у селі загинув 21 мешканець.
З 14 вересня 1941 по 20 вересня 1943 року Запсілля було окуповане німецько-фашистськими військами.
Станом на 1 вересня 1946 року село було центром Запсільської сільської ради Великобагачанського району Полтавської області.
12 червня 2020 року, відповідно до розпорядження Кабінету Міністрів України № 721-р «Про визначення адміністративних центрів та затвердження територій територіальних громад Полтавської області», село увійшло до складу Решетилівської міської громади.
19 липня 2020 року, в результаті адміністративно - територіальної реформи та ліквідації Великобагачанського району, село увійшло до складу новоутвореного Полтавського району Полтавської області.

## Відомі люди
Сич Василь (?—?) — запорізький отаман, збудував місцеву Миколаївську церкву

### Уродженці
- Захаренко Полікарп Данилович (1876—1934) — малювальник образів і народний маляр

## Об'єкти соціальної сфери
- Запсільська восьмирічна, пізніше початкова школа (закрита 28 серпня 1997 року)

## Пам'ятки історії
- За 1,2 кілометра на північ від села – поселення черняхівської культури